# تشارلز جونستون (لاعب كرة قاعدة)
تشارلز جونستون (بالإنجليزية: Charles Johnston)‏ هو لاعب كرة قاعدة أمريكي، ولد في 11 فبراير 1896 في كولمان في الولايات المتحدة، وتوفي في 29 أغسطس 1988 في Finksburg, Maryland ‏ في الولايات المتحدة.